# 岩火雀
岩火雀（学名：Lagonosticta sanguinodorsalis）是梅花雀科火雀属的一种，分布于尼日利亚北部。其全球活动范围约29,000平方千米。该物种的保护状况被评为无危。